# Mr. Tinkertrain
«Mr. Tinkertrain» es la primera canción del álbum No More Tears de Ozzy Osbourne. El sencillo alcanzó la posición número 34 en la lista de éxitos estadounidense Billboard Album Rock Tracks.

## Generalidades
Su letra habla sobre abuso de menores, la pérdida de la virginidad a través de violación y la pedofilia, con la particularidad de ser cantada desde el punto de vista del autor en lugar del de la víctima.
La canción comienza con un clip de sonido de niños jugando juntos; dicho clip fue tomado de la película Sometimes They Come Back. 
Esta introducción se interrumpe bruscamente con una guitarra distorsionada , mientras se escucha a Ozzy decir: "¿Quieres caramelos, niña?".

## Vídeoclip
Para el video musical de esta canción, se tomó un clip de la antigua película de cine negro M de Fritz Lang, una película que trata sobre un asesino que ataca a las jóvenes. La canción toma su nombre de un bar ubicado en Bearsville, Nueva York.

## Personal
- Ozzy Osbourne - vocalista
- Zakk Wylde - guitarra eléctrica
- Bob Daisley - bajo
- Randy Castillo - batería